# Hypenagonia brachypalpia
Hypenagonia brachypalpia är en fjärilsart som beskrevs av George Francis Hampson 1912. Hypenagonia brachypalpia ingår i släktet Hypenagonia och familjen nattflyn. Inga underarter finns listade i Catalogue of Life.